# Niklas Nilsson
Niklas Nilsson (7 aprile 1970) è un ex sciatore alpino svedese.

## Biografia
Slalomista puro originario di Uppsala, Nilsson debuttò in campo internazionale in occasione dei Mondiali juniores di Madonna di Campiglio 1988 e ottenne il primo piazzamento in Coppa del Mondo il 15 dicembre 1992 nella medesima località (19º); nel 1993 disputò i suoi unici Campionati mondiali (nella rassegna iridata di Morioka si classificò al 21º posto) e ottenne il miglior piazzamento in Coppa del Mondo, il 28 marzo a Åre (15º). Si ritirò durante la stagione 1993-1994 e la sua ultima gara fu lo slalom speciale di Coppa del Mondo disputato il 9 gennaio a Kranjska Gora, chiuso da Nilsson al 25º posto; non prese parte a rassegne olimpiche.

## Palmarès

### Coppa del Mondo
- Miglior piazzamento in classifica generale: 85º nel 1993

### Campionati svedesi
- 1 medaglia (dati parziali)[1]:
  - 1 oro (combinata nel 1994)